# Костюченко, Леонид Михайлович
Леонид Михайлович Костюченко (род. 14 сентября 1955, с. Ягодное, Днепропетровская область) — украинский политик и общественный деятель. Бывший министр транспорта Украины (1999—2001).
Председатель совета и президент Ассоциации международных автомобильных перевозчиков Украины, член Президии и заместитель Главы Федерации работодателей транспорта Украины по вопросам международных перевозок пассажиров и грузов.
Кандидат технических наук, академик транспортной академии Украины. Народный депутат Украины второго созыва. Автор многих научных и научно-практических изданий в сфере транспорта, в области международных автомобильных перевозок.

## Биография
Родился 14 сентября 1955 года в с. Ягодное Новомосковского района Днепропетровской области. С 1962 по 1970 годы обучался в Ягодинской восьмилетней школе. В 1972 году, окончив среднюю Илларионовскую школу, работал учеником слесаря на Днепропетровском тепловозоремонтном заводе. В 1973 году поступил в Днепропетровский институт инженеров железнодорожного транспорта, который окончил в 1978 году по специальности инженер-электромеханик. В 1978 году два месяца работал мастером на Львовском локомотиворемонтном заводе имени 22-го съезда Коммунистической партии Украины. Вскоре перевёлся на Днепропетровский тепловозоремонтний завод, где два года работал мастером, затем технологом. С ноября 1980 года — секретарь комсомольской организации предприятия. С ноября 1982 — заместитель директора, затем директор молодёжного центра «Родник» при Днепропетровском обкоме ЛКСМУ. С сентября 1987 года — заместитель директора автобазы № 2 Минстроя УССР.
- 1990 — на альтернативной основе избран председателем райисполкома Индустриального района Днепропетровска, а через год стал председателем совета и исполкома этого района.
- 1993 — закончил Харьковский автомобильно-дорожный институт, где получил квалификацию инженера-экономиста.
- апрель 1994—апрель 1998 — народный депутат Украины. Был избран во 2-м туре по Индустриальному избирательному округу № 77 (Днепропетровская область) как кандидат трудового коллектива. В Верховной Раде Украины второго созыва возглавлял подкомитет по вопросам транспорта и связи Комитета по вопросам топливно-энергетического комплекса, транспорта и связи. Член депутатской группы «Единство», затем группы МДГ.
- январь 1996—июнь 1997 — заместитель министра транспорта Украины[3][4].
- июнь 1997—октябрь 1999 — первый заместитель министра транспорта Украины[5][6].
- 5 октября 1999—29 мая 2001 — министр транспорта Украины[7][8].
- С 17 февраля 2000 года член Правительственного комитета экономического развития.
- 2000 — в Восточноукраинском университете защитил диссертацию на тему «Совершенствование ходовых частей подвижного состава комбинированного транспорта», став кандидатом технических наук.
- Апрель 2004—май 2005 — член Совета предпринимателей при Кабинете Министров Украины.

В сентябре 2001 года Костюченко избран президентом Ассоциации международных автоперевозчиков Украины (АсМАП Украины). С 2009 года — президентом «Украинского транспортного союза», Председатель общественного Совета при Минтранссвязи Украины. В ноябре 2009 года на заседании Генеральной Ассамблеи Международного союза автомобильного транспорта (МСАТ) избран в Президентский исполнительный совет Международного союза автомобильного транспорта.
19 мая 2011 года стал Главой Общественного совета при Министерстве инфраструктуры Украины.
На выборах в Верховную раду 2012 года баллотировался по округу № 24 (Днепропетровск). 19 сентября 2014 года ЦИК Украины зарегистрировала список кандидатов в народные депутаты Украины от Партии «Возрождение», в котором Костюченко занимает 1-е место.

## Общественная деятельность
- Член Совета предпринимателей при Кабинете Министров Украины.
- Председатель общественного совета при Министерстве инфраструктуры Украины.
- Председатель общественного совета при Государственном агентстве автомобильных дорог Украины.
- Президент Всеукраинского общественного объединения «Украинский транспортный союз».
- Член Президентского исполнительного совета Международного союза автомобильного транспорта (МСАТ).
- Председатель Комитета Международного союза автомобильного транспорта (МСАТ) по связям со странами Евразии.

## Семья
Отец — Михайло Тихонович (1932), мать — Лидия Васильевна (1933). Супруга — Людмила Григорьевна (1955). Дочка — Катерина (1978).

## Награды и звания
- Ордена «За заслуги» III степени (2007)[12], II степени (2010)[13] и I степени (2021)[14]
- Медаль «За заслуги перед городом Днепропетровск» (2005)
- Почётная грамота Кабинета Министров Украины (2005)
- Ведомственные награды Министерства транспорта и Государственной таможенной службы Украины.
- Заслуженный работник транспорта Украины (2000).